# 2025年7月至8月香港暴雨
雖然2025年整個上半年香港天氣異常乾旱少雨，1月1日至6月30日期間天文台總部累計降雨量只有444毫米，幾乎與嚴重乾旱的1963年上半年同期降雨量相若。不過自熱帶氣旋丹娜絲殘餘開始，香港便不時出現大暴雨甚至特大暴雨天氣，連場暴雨惡劣天氣令天文台總部同期距平總雨量更由嚴重偏少變為偏多。到目前（8月21日）為止，香港天文台一共發出了16次紅色暴雨警告信號及5次黑色暴雨警告信號，成為歷年來發出最多紅雨和黑雨的年份。
- 7月9日至10日受颱風丹娜絲殘餘影響曾三度發出紅色暴雨警告信號。

- 7月20日颱風韋帕為香港帶來十號颶風信號和紅色暴雨警告信號，當時香港書展活動亦因風暴影響而暫停開放。

- 7月25日受高溫觸發的強雷雨區影響，天文台一度發出紅色暴雨警告信號。

- 7月29日受颱風竹節草延伸的廣闊活躍低壓槽加上另一熱帶氣旋范斯高位處中國東南部的殘餘低壓區影響，天文台發出今年首個黑色暴雨警告信號。隨後更受活躍西南季候風和低渦影響，更使天文台於8月2、4及5日發出黑色暴雨警告信號，短短7日內發出4次黑雨警告也打破了天文台記錄。

- 8月5日天文台總部一整日錄得368.9毫米特大暴雨，創下自1884年以來天文台總部8月份單日最多雨量記錄。

- 8月14日受強颱風楊柳殘餘雨帶影響，天文台發出今年第5次黑雨警告。

- 截至8月16日，將軍澳錄得2397毫米總雨量，成為全中國大陸最多總雨量的地方。